# Eurybia jonesiae
Eurybia jonesiae е вид многогодишно тревисто растение от семейство Сложноцветни (Asteraceae). Видът е световно застрашен, със статут Уязвим.

## Разпространение
Eurybia jonesiae е разпространен в Югоизточна Америка, предимно в щата Джорджия, района на Пиемонт южно от Апалачийските планини. Среща се във влажни почви на височина от 100 до 400 метра над морското равнище, в близост до реки или потоци.